# Estrada Parque Taguatinga (DF-085)
A Estrada-Parque Taguatinga (DF-085), mais conhecida como EPTG   é uma rodovia do Distrito Federal brasileiro, sob administração da respectiva unidade federativa. Possui extensão de 20,3 km. A rodovia liga a Estrada Parque Indústria e Abastecimento (EPIA) e a Estrada Parque Indústrias Gráficas (EPIG) ao centro da região administrativa de Taguatinga. A EPTG é o principal corredor de ligação do Eixo Oeste de urbanização do Distrito Federal, pois sendo um prolongamento da EPIA termina apenas na Estrada Parque do Contorno (EPCT), também conhecido como "Pistão".

## História

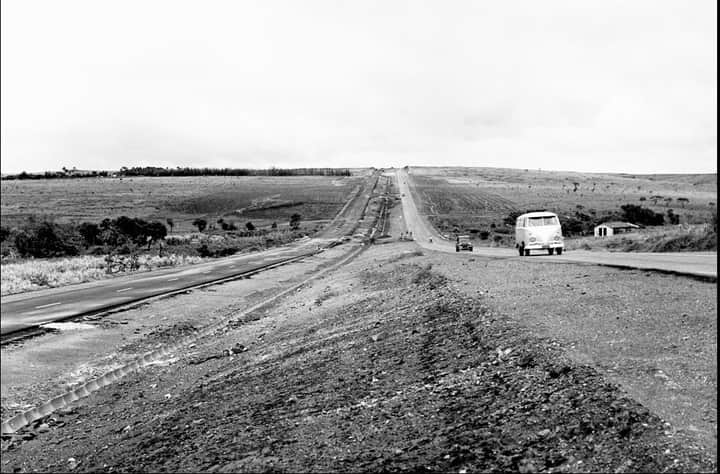
Urbanização da Estrada Parque Taguatinga - EPTG. Fonte: ArPDF, 1966.